# Michael Teuber (Mikrobiologe)
Ernst Michael Teuber (* 11. Juli 1937 in Sorau, Lausitz) ist ein deutscher Mikrobiologe und emeritierter Professor für Lebensmittelmikrobiologie. Er war in leitenden Positionen an wissenschaftlichen Einrichtungen in Deutschland und der Schweiz tätig, zuletzt als ordentlicher Professor an der ETH Zürich.

## Leben
Nach dem Abitur 1956 in Passau studierte Teuber Biologie und Chemie an der Ludwig-Maximilians-Universität München. 1962 promovierte er in Botanik mit einer experimentellen Arbeit über antibiotisch wirksame Inhaltsstoffe des Hopfens. Es folgten Stationen als wissenschaftlicher Mitarbeiter an verschiedenen Forschungseinrichtungen, darunter dem Max von Pettenkofer-Institut München und dem Albert Einstein College of Medicine in New York, wo er von 1966 bis 1968 als Postdoc tätig war.
1971 habilitierte sich Teuber an der Technischen Universität München im Fach Mikrobiologie. 1976 wurde er zum Direktor des Instituts für Mikrobiologie der Bundesanstalt für Milchforschung in Kiel berufen. Dort arbeitete er unter anderem zur Biotechnologie und Genetik milchsäurebildender Bakterien und deren Phagen.
1990 erfolgte die Wahl zum ordentlichen Professor für Lebensmittelmikrobiologie an der ETH Zürich, wo er sich auf molekularbiologische Nachweismethoden, die Biochemie produktiver Mikroorganismen in Lebensmitteln sowie auf Antibiotikaresistenzen spezialisierte. Von 1999 bis 2001 war er Vorsteher des Departements Landwirtschaft und Ernährung der ETH Zürich.
Neben seiner wissenschaftlichen Tätigkeit engagierte sich Teuber in verschiedenen nationalen und internationalen Gremien und war Mitherausgeber wissenschaftlicher Fachzeitschriften. Er war über 13 Jahre Mitherausgeber der Fachzeitschrift Applied and Environmental Microbiology (Fischer-Verlag/Elsevier) und im Beirat von FEMS Microbiology Reviews und International Journal of Food Microbiology.
Er emeritierte im Jahr 2002.

## Privates
Ernst Michael Teuber war seit 1962 mit der Realschullehrerin für Mathematik und Physik Renate Drechsler (1939–2015) verheiratet. Aus der Ehe gingen zwei Söhne hervor (geb. 1964 und 1966).

## Veröffentlichungen (Auswahl)
- Teuber, E. M., Oborn, M. J., Horecker, B. L. (1975): Action of polymyxin B on bacterial membranes: morphological changes in the cytoplasm and in the outer membrane of Salmonella typhimurium and Escherichia coli. Antimicrobial Agents and Chemotherapy, 7(3), S. 331–337.
- Teuber, E. M. et al. (1983): Potential of lactic streptococci to produce bacteriocin. Applied and Environmental Microbiology, 46(6), S. 1438–1444.
- Teuber, E. M. (1991): Species and type phages of lactococcal bacteriophages. Intervirology, 32(2), S. 90–94.
- Teuber, E. M. (1995): Microbiology and fermentation balance in a kombucha beverage obtained from a tea fungus fermentation. Systematic and Applied Microbiology, 18(4), S. 590–594.
- Teuber, E. M. et al. (1997): Identification and quantification of Bifidobacterium species isolated from food with genus-specific 16S rRNA-targeted probes by colony hybridization and PCR. Applied and Environmental Microbiology, 63(6), S. 2578–2585.
- Teuber, E. M. et al. (1997): Bifidobacterium lactis sp. nov., a moderately oxygen tolerant species isolated from fermented milk. Systematic and Applied Microbiology, 20(4), S. 498–505.
- Teuber, E. M. (1997): Antibiotic resistance spread in food. Nature.
- Teuber, E. M. (1999): Spread of antibiotic resistance with food-borne pathogens. Cellular and Molecular Life Sciences, 56(9–10), S. 755–763.
- Teuber, E. M. (1999): Acquired antibiotic resistance in lactic acid bacteria from food. In: Lactic Acid Bacteria: Genetics, Metabolism and Applications. Springer.
- Teuber, E. M. (2001): Veterinary use and antibiotic resistance. Current Opinion in Microbiology, 4(5), S. 493–499.

## Auszeichnungen
- 1976: Berufung zum Professor und Institutsleiter an der Bundesanstalt für Milchforschung Kiel
- 1977: Ernennung zum außerplanmäßigen Professor der TU München
- 1978: Ernennung zum Honorarprofessor der Christian-Albrechts-Universität Kiel
- 1990: Wahl zum ordentlichen Professor an der ETH Zürich
- Mehrfache Berufung in wissenschaftliche Beiräte und Kommissionen (u. a. ZKBS, SNF, IMV)